# Schloss Böckstein

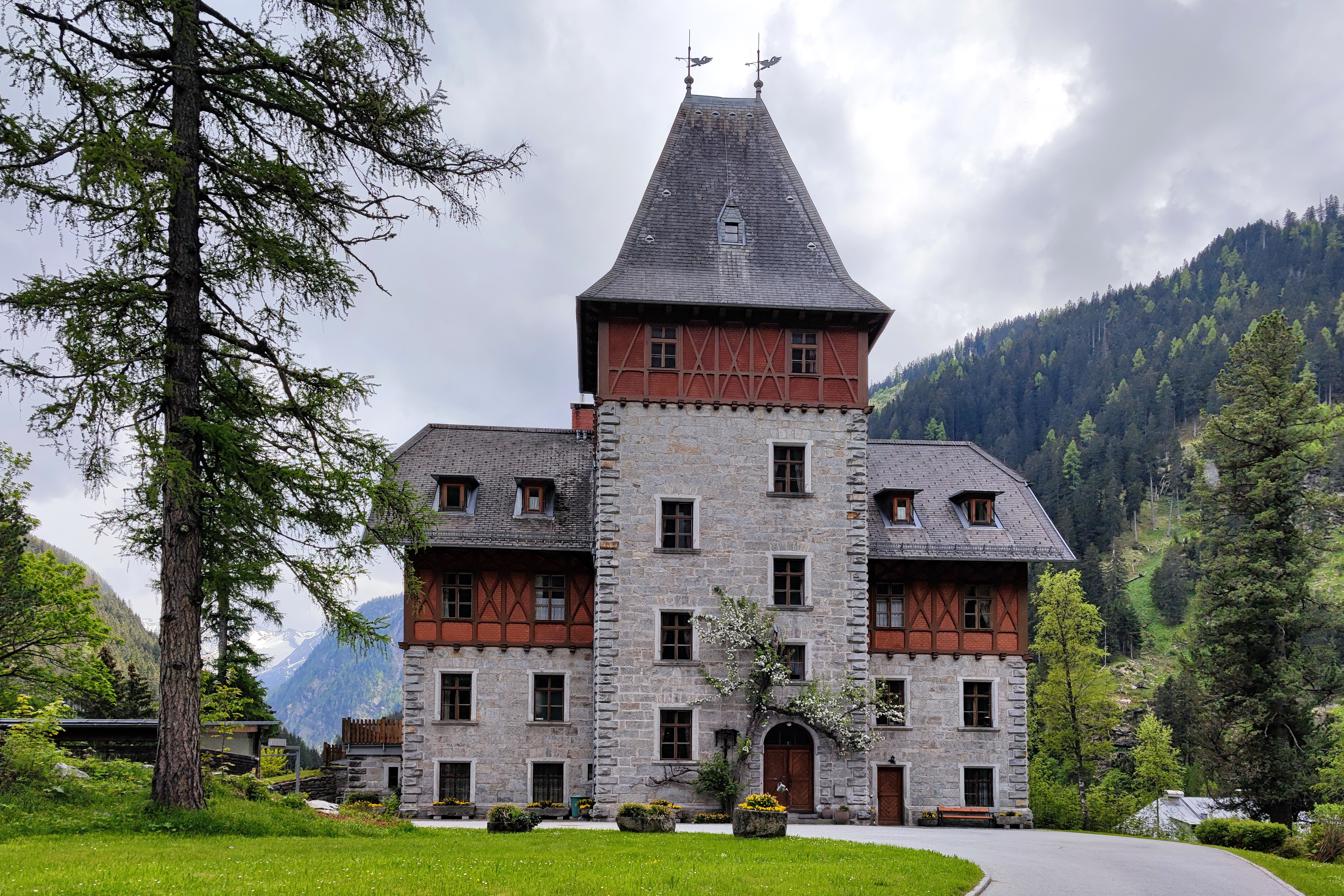
Schloss Böckstein

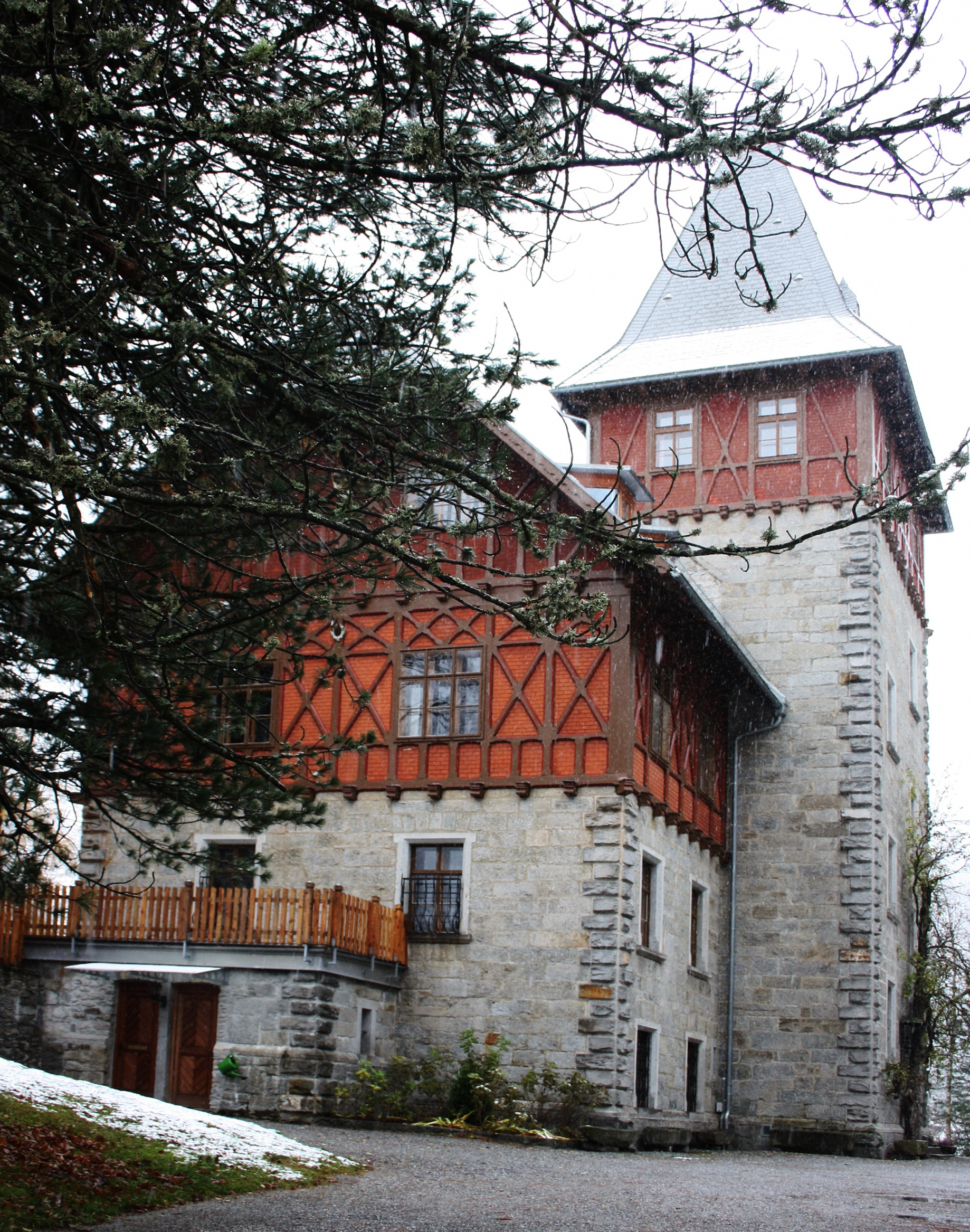
Schloss Böckstein

Schloss Böckstein (auch Jagdschloss Czernin genannt) liegt in der Gemeinde Badgastein (Siegmundsweg 2) im Bezirk St. Johann im Pongau im Bundesland Salzburg.

## Geschichte
Das Schloss in Böckstein wurde zwischen 1882 und 1884 als Jagdschloss des Grafen Rudolf von Czernin erbaut und dient heute als Sommer- und Feriensitz seiner Besitzer. Der erste Schlossbau ist am 15. August 1902 einem Brand zum Opfer gefallen und wurde in den Jahren von 1902 bis 1903 nach Plänen von Josef Wessicken, einem Schüler des Ringstraßenarchitekten Friedrich von Schmidt, und dem Baumeister Angelo Comini wiedererrichtet.
Das kleine Schlösschen besteht aus einer Verbindung von „altdeutschen“ und englischen Elementen und wird durch eine Mischung von Burg- und Landhauscharakter mit nationalromantischen Zügen charakterisiert.
Das Schloss befindet sich im Privatbesitz der Familie Czernin-Kinsky und ist nicht zu besichtigen.